# Elezioni amministrative in Italia del 1978
Il 14 e 15 maggio 1978 in Italia si votò per il rinnovo di 816 consigli comunali e di 2 consigli provinciali; in data 28 e 29 maggio si votò per il rinnovo di 25 consigli comunali in Sicilia, infine, in data 25 e 26 giugno, si votò per il rinnovo di 23 consigli comunali e di un consiglio provinciale (Gorizia) in Valle d'Aosta ed in Friuli-Venezia Giulia.

## Elezioni comunali

### Novara
| Liste                                                  | Voti   | %    | Seggi |
| ------------------------------------------------------ | ------ | ---- | ----- |
| Democrazia Cristiana (DC)                              | 26.177 | 38,1 | 20    |
| Partito Comunista Italiano (PCI)                       | 21.069 | 30,6 | 16    |
| Partito Socialista Italiano (PSI)                      | 7.921  | 11,5 | 6     |
| Partito Socialista Democratico Italiano (PSDI)         | 3.918  | 5,7  | 3     |
| Movimento Sociale Italiano - Destra Nazionale (MSI-DN) | 2.678  | 3,9  | 2     |
| Partito Liberale Italiano (PLI)                        | 2.607  | 3,8  | 1     |
| Partito Repubblicano Italiano (PRI)                    | 2.062  | 3,0  | 1     |
| Partito di Unità Proletaria per il Comunismo (PDUP)    | 1.533  | 2,2  | 1     |
| Democrazia Nazionale - Costituente di Destra (DN-CD)   | 369    | 0,5  | -     |
| Altri                                                  | 445    | 0,7  | -     |
| Totale                                                 | 68.779 |      | 50    |

### Pavia
| Liste                                                  | Voti   | %    | Seggi |
| ------------------------------------------------------ | ------ | ---- | ----- |
| Democrazia Cristiana (DC)                              | 22.716 | 35,7 | 15    |
| Partito Comunista Italiano (PCI)                       | 18.227 | 29,4 | 13    |
| Partito Socialista Italiano (PSI)                      | 10.715 | 17,3 | 7     |
| Partito Socialista Democratico Italiano (PSDI)         | 3.040  | 4,9  | 2     |
| Partito Liberale Italiano (PLI)                        | 2.066  | 3,3  | 1     |
| Movimento Sociale Italiano - Destra Nazionale (MSI-DN) | 2.057  | 3,3  | 1     |
| Partito Repubblicano Italiano (PRI)                    | 1.607  | 2,6  | 1     |
| Partito Radicale (PR)                                  | 1.056  | 1,7  | -     |
| Democrazia Proletaria (DP)                             | 777    | 1,25 | -     |
| Democrazia Nazionale - Costituente di Destra (DN-CD)   | 216    | 0,4  | -     |
| Altri                                                  | 56     | 0,1  | -     |
| Totale                                                 | 61.993 |      | 40    |

### Trieste
| Liste                                                  | Voti    | %     | Seggi |
| ------------------------------------------------------ | ------- | ----- | ----- |
| Lista per Trieste (LpT)                                | 52.762  | 27,44 | 18    |
| Democrazia Cristiana (DC)                              | 49.788  | 25,89 | 17    |
| Partito Comunista Italiano (PCI)                       | 35.668  | 18,55 | 12    |
| Movimento Sociale Italiano - Destra Nazionale (MSI-DN) | 13.451  | 6,99  | 4     |
| Partito Radicale (PR)                                  | 11.540  | 6,00  | 3     |
| Partito Socialista Italiano (PSI)                      | 7.424   | 3,86  | 2     |
| Partito Repubblicano Italiano (PRI)                    | 4.156   | 2,16  | 1     |
| Unione Slovena (US)                                    | 3.941   | 2,05  | 1     |
| Partito Socialista Democratico Italiano (PSDI)         | 3.918   | 2,04  | 1     |
| Movimento per l'Indipendenza di Trieste                | 2.899   | 1,51  | 1     |
| Partito Liberale Italiano (PLI)                        | 2.118   | 1,10  | -     |
| Democrazia Nazionale - Costituente di Destra (DN-CD)   | 1.911   | 0,99  | -     |
| Partito di Unità Proletaria per il Comunismo (PDUP)    | 1.537   | 0,80  | -     |
| Democrazia Proletaria (DP)                             | 1.170   | 0,61  | -     |
| Totale                                                 | 192.283 |       | 60    |

## Elezioni provinciali

### Provincia di Pavia
| Liste                                                  | Voti    | %    | Seggi |
| ------------------------------------------------------ | ------- | ---- | ----- |
| Partito Comunista Italiano (PCI)                       | 135.544 | 36,9 | 12    |
| Democrazia Cristiana (DC)                              | 131.008 | 35,6 | 11    |
| Partito Socialista Italiano (PSI)                      | 42.521  | 11,0 | 4     |
| Partito Socialista Democratico Italiano (PSDI)         | 14.267  | 3,9  | 1     |
| Movimento Sociale Italiano - Destra Nazionale (MSI-DN) | 13.665  | 3,7  | 1     |
| Partito Liberale Italiano (PLI)                        | 9.423   | 2,6  | 1     |
| Partito di Unità Proletaria per il Comunismo (PDUP)    | 7.973   | 2,2  | -     |
| Partito Repubblicano Italiano (PRI)                    | 6.902   | 1,9  | -     |
| Democrazia Proletaria-Autonomia Operaia (DP-AO)        | 4.017   | 1,1  | -     |
| Democrazia Nazionale - Costituente di Destra (DN-CD)   | 1.499   | 0,4  | -     |
| Altri                                                  | 516     | 0,1  | -     |
| Totale                                                 | 367.335 |      | 30    |

### Provincia di Viterbo
| Liste                                                  | Voti    | %    | Seggi |
| ------------------------------------------------------ | ------- | ---- | ----- |
| Democrazia Cristiana (DC)                              | 67.832  | 37,5 | 9     |
| Partito Comunista Italiano (PCI)                       | 61.068  | 33,8 | 9     |
| Movimento Sociale Italiano - Destra Nazionale (MSI-DN) | 14.986  | 8,3  | 2     |
| Partito Socialista Italiano (PSI)                      | 14.308  | 7,9  | 2     |
| Partito Repubblicano Italiano (PRI)                    | 6.074   | 3,4  | 1     |
| Partito Socialista Democratico Italiano (PSDI)         | 5.893   | 3,3  | 1     |
| Partito di Unità Proletaria per il Comunismo (PDUP)    | 4.571   | 2,5  | -     |
| Partito Liberale Italiano (PLI)                        | 3.262   | 1,8  | -     |
| Democrazia Proletaria (DP)                             | 2.720   | 1,5  | -     |
| Totale                                                 | 180.714 |      | 24    |

### Provincia di Gorizia
| Liste                                                  | Voti   | %    | Seggi |
| ------------------------------------------------------ | ------ | ---- | ----- |
| Democrazia Cristiana (DC)                              | 40.081 | 39,4 | 10    |
| Partito Comunista Italiano (PCI)                       | 31.463 | 30,9 | 8     |
| Partito Socialista Italiano (PSI)                      | 9.124  | 9,0  | 2     |
| Partito Socialista Democratico Italiano (PSDI)         | 5.354  | 5,3  | 1     |
| Movimento Sociale Italiano - Destra Nazionale (MSI-DN) | 4.688  | 4,6  | 1     |
| Partito Repubblicano Italiano (PRI)                    | 3.547  | 3,5  | 1     |
| Unione Slovena (US)                                    | 3.523  | 3,2  | 1     |
| Democrazia Proletaria (DP)                             | 1.814  | 1,8  | -     |
| Partito Liberale Italiano (PLI)                        | 1.619  | 1,6  | -     |
| Democrazia Nazionale - Costituente di Destra (DN-CD)   | 696    | 0,7  | -     |
| Totale                                                 |        |      | 24    |

## Fonti
- Corriere della sera, I risultati delle elezioni per il rinnovo dei consigli comunali e provinciali, p.2, 16 maggio 1978, su archivio.corriere.it.
- Corriere della sera, Lazio - Il balzo della DC sorprende le sinistre, p.4, 16 maggio 1978, su archivio.corriere.it.
- La Stampa, A Trieste vince la lista civica ma non conquista il Municipio, p.2, 28 giugno 1978, su archiviolastampa.it.